# Хари, Янош
Янош Хари (венг. János Hári; 3 мая 1992, Будапешт, Венгрия) —  венгерский и шведский хоккеист, нападающий.

## Карьера
В раннем возрасте переехал в Швецию, где занялся хоккеем в местных клубах. На молодёжном уровне также выступал в Канаде. Провёл три сезона в шведской Элитсерии за МОДО и «Лександ». С 2017 года (с перерывами) выступает в родной Венгрии за «Фехервар АВ19».
В составе сборной Венгрии неоднократно принимал участие в Чемпионатах мира по хоккею с шайбой в первом и элитном дивизионах.

## Семья
Младший брат Норберт (род. 1995) также является хоккеистом. Он играл за различные шведские, венгерские и норвежские команды, а также принимал участие в составе венгерской сборной в международных поединках.

## Достижения
- Победитель Первого дивизиона чемпионата мира по хоккею с шайбой (1): 2024.
- Серебряный призер Первого дивизиона чемпионата мира по хоккею с шайбой (2): 2015, 2022.
- Бронзовый призер Первого дивизиона чемпионата мира по хоккею с шайбой (2): 2012, 2013.